# Cornelius Cole
Cornelius Cole (ur. 17 września 1822 w Lodi, zm. 3 listopada 1924 w Hollywood) – amerykański polityk, członek Partii Republikańskiej.

## Działalność polityczna
Od 4 marca 1863 do 3 marca 1865 zasiadał w 38. Kongresie Stanów Zjednoczonych będąc reprezentantem stanu Kalifornia w Izbie Reprezentantów Stanów Zjednoczonych. W okresie od 4 marca 1867 do 3 marca 1873 był senatorem Stanów Zjednoczonych z Kalifornii (3. Klasa).